# Giselher

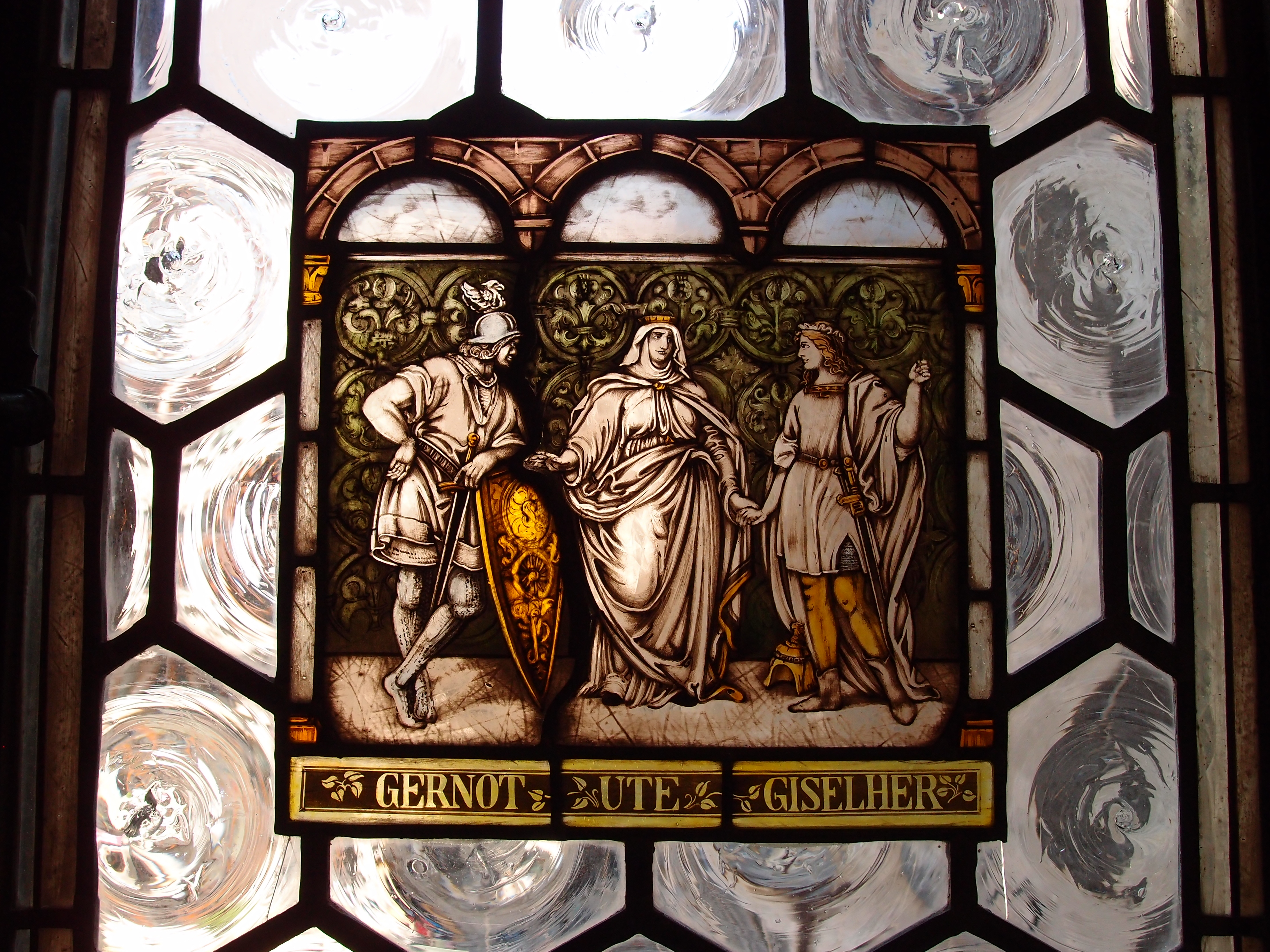
Darstellung des Giselher in einem Glasfenster im Münchner Rathaus.

Giselher ist im deutschen Heldenepos des Nibelungenlieds der jüngste Bruder von König Gunther (Gundahar) von Burgund. Er wohnt zusammen mit seiner Mutter Ute, seinen beiden Brüdern Gunther und Gernot sowie seiner Schwester Kriemhild, deren Liebling er ist, in Worms.
Als Siegfried von Hagen von Tronje mit dem Speer getötet wird, ist Giselher noch sehr jung und an dem Mord nicht beteiligt.
Trotzdem wird auch er beim Besuch der Burgunder am Hofe König Etzels während des Kampfes in der Halle getötet. Giselher fällt durch die Hand Wolfharts, des Neffen Hildebrands, dem er zuvor selbst einen tödlichen Schwertstreich versetzt hatte.
Dem Lex Burgundionum zufolge sollen außer Gundahar auch dessen Brüder Godomar und Giselher als Könige Anfang des 5. Jahrhunderts im Burgundenreich am Rhein geherrscht haben, bevor hunnische Hilfstruppen dieses 436 zerstörten und seine verbliebenen Einwohner im heutigen Burgund an der Rhone angesiedelt wurden.